# Protaphorura quadriocellata
Protaphorura quadriocellata är en urinsektsart som först beskrevs av Hermann Gisin 1947.  Protaphorura quadriocellata ingår i släktet Protaphorura, och familjen blekhoppstjärtar. Arten är reproducerande i Sverige.